# José Quintero (regista)
José Benjamín Quintero (Panama, 15 ottobre 1924 – Manhattan, 26 febbraio 1999) è stato un regista panamense naturalizzato statunitense.

## Biografia
José Quintero nacque a Panama, ultimo dei quattro figli del panamense Carlos Rivera Quintero e della spagnola Consuelo Palmerola. La famiglia si trasferì negli Stati Uniti, dove Quintero studiò al Los Angeles City College, all'University of Southern California e all'Art Institute di Chicago.
Nel 1951 co-fondò il Circle in the Square Theatre nel Greenwich Village insieme a Theodore Mann, evento che per gli storici dello spettacolo segnò la nascita del teatro dell'Off-Broadway. Negli anni successivi Quintero si affermò come uno dei più acclamati registi di Broadway e dell'Off-Broadway, facendosi notare soprattutto come un raffinato interprete dell'opera del premio Nobel Eugene O'Neill. Le sue regie portarono a una "riscoperta" dell'opera di O'Neill da parte di critica e pubblico e il regista portò in scena diversi dei suoi drammi, a partire da Arriva l'uomo del ghiaccio (1956), Lungo viaggio verso la notte (1956) e Strano interludio (1963). Nel 1974 diresse a Broadway un'altra opera di O'Neill, Una luna per i bastardi, e vinse il Tony Award alla miglior regia di un'opera teatrale. Nel corso della sua carriera Quintero curò la regia di diciannove allestimenti di opere di O'Neill, in cui diresse attori come Geraldine Page, Jane Fonda e Colleen Dewhurst.
Quintero non diresse solo opere di O'Neill, ma anche drammi di numerosi altri scrittori, tra cui Truman Capote, Jean Cocteau, Thornton Wilder, Jean Genet e Brendan Behan. Collaborò anche con Tennessee Williams in occasione delle prime di Estate e fumo (1952) e Le sette discese di Myrtle (1968). Nel 1961 inoltre diresse il film La primavera romana della signora Stone, su sceneggiatura di Tennessee Williams. Nel 1990 diresse Liv Ullmann in Vite in privato al Nationaltheatret di Oslo e nel corso della sua carriera curò anche la regia di opere liriche alla Dallas Opera e al Metropolitan.
José Quintero era omosessuale ed ebbe una relazione con Nicholas Tsacrios per tutta la vita. Soffrì a lungo di alcolismo e nel 1987 gli fu diagnosticato un cancro alla gola, che dodici anni dopo lo portò all'intervento chirurgico per la rimozione della laringe che gli costò la vita.

## Teatro (parziale)

### Prosa
- Lo zoo di vetro di Tennessee Williams. Woodstock Summer Theatre di New York (1949)
- Yerma di Federico García Lorca. Circle in the Square Theatre di New York (1952)
- Estate e fumo di Tennessee Williams. Circle in the Square Theatre di New York (1952)
- Girotondo di Arthur Schnitzler. Circle in the Square Theatre di New York (1955)
- Arriva l'uomo del ghiaccio di Eugene O'Neill. Circle in the Square Theatre di New York (1955)
- Lungo viaggio verso la notte di Eugene O'Neill. Helen Hayes Theater di New York (1956)
- Una luna per i bastardi di Eugene O'Neill. Festival dei Due Mondi di Spoleto (1958)
- Piccola città di Thornton Wilder. Circle in the Square Theatre di New York (1959)
- Desiderio sotto gli olmi di Eugene O'Neill. Circle in the Square Theatre di New York (1963)
- Strano interludio di Eugene O'Neill. Circle in the Square Theatre di New York (1963)
- Una luna per i bastardi di Eugene O'Neill. Arena Stage di Buffalo (1965)
- The Seven Descents of Myrtle di Tennessee Williams. Ethel Barrymore Theatre di Broadway (1968)
- La famiglia Antrobus di Thornton Wilder. Mark Hellinger Theatre di Broadway (1975)
- Anna Christie di Eugene O'Neill. Imperial Theatre di Broadway (1977)
- Il Guaritore di Brian Friel. Longacre Theatre di Broadway (1979)
- La gatta sul tetto che scotta di Tennessee Williams. Mark Taper Forum di Los Angeles (1983)
- Vite in privato di Noël Coward. Nationaltheatret di Oslo (1990)

### Opere liriche
- Cavalleria rusticana. Metropolitan Opera House di New York (1958)
- Pagliacci. Metropolitan Opera House di New York (1958)
- La bohème. Metropolitan Opera House di New York (1964)

## Filmografia

### Cinema
- La primavera romana della signora Stone (The roman spring of Mrs. Stone) (1961)